# كانجار
كانجار هي عاصمة ولاية برليس في ماليزيا.ويبلغ عدد سكانها 48898 وتبلغ مساحتها 2,619.4 هكتار . وهي تقع في أقصى شمال شبه جزيرة ماليزيا ويقع على ضفاف نهر برليس. والمدينة هي أصغر عاصمة ولاية في ماليزيا وسكانها معظمهم من المزارعين وموظفي الخدمة المدنية.